# Масловский, Иван Аверкович
Иван Аверкович Масловский (англ. Іван Оверкович Масловський; 21 января 1915 год, село Заслучное — 23 января 2000 года) — председатель колхоза «Советская Украина» Красиловского района Хмельницкой области, Украинская ССР. Герой Социалистического Труда (1965).

## Биография
Родился 21 января 1915 года в крестьянской семье в селе Заслучное (сегодня — Красиловский район Хмельницкой области). После окончания семилетней школы поступил в Дзеленецкий зоотехнический техникум, который окончил в 1934 году. Работал участковым зоотехником в Красиловском районе, директором Кульчиновской межрайонной инкубаторной станции. Во время Великой Отечественной войны участвовал в партизанском движении. После освобождения родного села был призван на фронт. Во время одного из сражений получил ранение, после чего был демобилизован.
В 1945 году избран председателем колхоза «Советская Украина» Красиловского района. Руководил этим предприятием в течение сорока лет. С 1965 года колхоз был постоянным участником Всесоюзной выставки ВДНХ. Три года подряд колхоз заносился на доску почёта ВДНХ. За высокие показания в производстве сельскохозяйственной продукции колхоз был награждён Орденом Трудового Красного Знамени.
В 1965 году колхоз собрал в среднем по 30,2 центнера зерновых с каждого гектара, в том числе по 35,1 центнера пшеницы, 325 центнеров сахарной свеклы. Два года подряд колхоз выполнял план на 125,7 %. В 1965 году было надоено в среднем по 460 килограмм молока с каждой коровы.
В 1965 году удостоен звания Героя Социалистического Труда «за успехи, достигнутые в повышении урожайности, увеличение производства и заготовки сахарной свеклы».

## Награды
- Герой Социалистического Труда — указом Президиума Верховного Совета СССР от 31 декабря 1965 года
- Орден Ленина
- Медаль «Партизану Отечественной войны» I степени